# Episodi de Il ladro
La prima e unica stagione della serie televisiva Il ladro è andata in onda negli Stati Uniti dal 16 settembre 1966 al 31 marzo 1967 sulla NBC.
| nº | Titolo originale                   | Prima TV USA      | Titolo italiano          | Prima TV Italia |
| -- | ---------------------------------- | ----------------- | ------------------------ | --------------- |
| 1  | To Kill a Priest                   | 16 settembre 1966 | Condanna a morte         |                 |
| 2  | Sandman                            | 23 settembre 1966 | Il portoghese            |                 |
| 3  | Payment Overdue                    | 30 settembre 1966 | Vicolo cieco             |                 |
| 4  | Brotherhood                        | 7 ottobre 1966    | Il sindacato del crimine |                 |
| 5  | Little Arnie From Long Ago         | 14 ottobre 1966   | Pericolo pubblico        |                 |
| 6  | None to Weep, None to Mourn        | 21 ottobre 1966   | Una vita per una vita    |                 |
| 7  | Moment of Truth                    | 28 ottobre 1966   | Il momento della verità  |                 |
| 8  | Marked For Death                   | 4 novembre 1966   | La legge degli zingari   |                 |
| 9  | Crossing at Destino Bay            | 18 novembre 1966  | La baia del destino      |                 |
| 10 | To Bell T.H.E. Cat                 | 25 novembre 1966  | La Trappola              |                 |
| 11 | Curtains For Miss Winslow          | 2 dicembre 1966   | Viale del tramonto       |                 |
| 12 | King of Limpets                    | 9 dicembre 1966   |                          |                 |
| 13 | The System                         | 16 dicembre 1966  | Il principe              |                 |
| 14 | The Canary Who Lost His Voice      | 23 dicembre 1966  | Odio implacabile         |                 |
| 15 | Ring of Anasis                     | 30 dicembre 1966  | Sacrificio umamo         |                 |
| 16 | Queen of Diamonds, Knave of Hearts | 6 gennaio 1967    | La Contessa De Laurent   |                 |
| 17 | A Hot Place to Die                 | 13 gennaio 1967   | Troppo caldo per morire  |                 |
| 18 | A Slight Family Trait              | 20 gennaio 1967   |                          |                 |
| 19 | If Once You Fail                   | 27 gennaio 1967   | Testimone chiave         |                 |
| 20 | Design for Death                   | 3 febbraio 1967   | Lo scambio               |                 |
| 21 | Matter Over Mind                   | 10 febbraio 1967  | Il regno dell'occulto    |                 |
| 22 | Blood Red Night                    | 17 febbraio 1967  | Il rubino rosso sangue   |                 |
| 23 | Ninety Per Cent Blue               | 24 febbraio 1967  | L'ultimo show            |                 |
| 24 | The Long Chase                     | 10 marzo 1967     | La tua pelle o la mia    |                 |
| 25 | Twenty-One and Out                 | 24 marzo 1967     | Uccidete Lourie Neal     |                 |
| 26 | Lisa                               | 31 marzo 1967     | Lisa                     |                 |

## To Kill a Priest
- Prima televisiva: 16 settembre 1966
- Diretto da: Boris Sagal
- Scritto da: Harry Julian Fink

### Trama
- Guest star: George Keymas (Scarface), Jack Perkins (pescatore), Norma Bengell (Maria Carentis), Jason Evers (padre Francis Langland), Sorrell Booke (William Smith), Roy Jenson (Mighty Joe Slavic), Wilhelm von Homburg (Tony), Angelo Rossitto (nano del circo)

## Sandman
- Prima televisiva: 23 settembre 1966
- Diretto da: Boris Sagal
- Scritto da: Ronald Austin, James D. Buchanan

### Trama
- Guest star: Craig Chudy (Hood), Jack Perkins (Albee), Signe Hasso (Lili), Lee Bergere (Emil 'The Sandman' Sanderson), Dennis Patrick (Marty Cahill), Carl Saxe (Hood)

## Payment Overdue
- Prima televisiva: 30 settembre 1966
- Diretto da: Boris Sagal
- Scritto da: Robert Hamner

### Trama
- Guest star: Don 'Red' Barry (figlia di Morgan), Paul Stewart (Constantine Vlakhos), Laura Devon (Jerrie Loren), Dean Harens (Arnie Bliss)

## Brotherhood
- Prima televisiva: 7 ottobre 1966
- Diretto da: Maurice Vaccarino
- Scritto da: Harry Julian Fink

### Trama
- Guest star: Sandy Brawn (Hardman), Barry Atwater (Man with Pale Eyes), Albert Salmi (Omar Cantorte), Ted Knight (J.W. Hardman), Louie Elias (ladro sul treno)

## Little Arnie from Long Ago
- Prima televisiva: 14 ottobre 1966
- Diretto da: Don McDougall
- Scritto da: Ronald Austin, James D. Buchanan

### Trama
- Guest star: William Wintersole (avvocato), Jean Willes (Flo), James Whitmore (Arnie Ludock), Jack Gilford (Drummer), Larry J. Blake (Hood), Jack La Rue (Hood), Anthony James (uomo fuori dal Go Go)

## None to Weep, None to Mourn
- Prima televisiva: 21 ottobre 1966
- Diretto da: Harvey Hart
- Scritto da: Herman Miller

### Trama
- Guest star: Reggie Nalder (Hassim), Cyril Delevanti (Salen Grigor), Jaime Sánchez (Josef), Diana Muldaur (Lilah Hadis), Carol Booth (Dhianne), Mustapha Pasha (Lupo)

## Moment of Truth
- Prima televisiva: 28 ottobre 1966
- Diretto da: John Rich
- Scritto da: John O'Dea, Arthur Rowe

### Trama
- Guest star: Robert Tafur (Count De Vallares), Linda Cristal (Serafina), Peter Mark Richman (Miguel Figueroa), David Fresco (Carlos)

## Marked for Death
- Prima televisiva: 4 novembre 1966
- Diretto da: Alan Crosland, Jr.
- Scritto da: Stanley Adams, George F. Slavin

### Trama
- Guest star: Michael Constantine (Silvio), Yvonne Romain (Mariana), Peter Mamakos (Beggar)

## Crossing at Destino Bay
- Prima televisiva: 18 novembre 1966
- Diretto da: Boris Sagal
- Scritto da: Robert E. Thompson

### Trama
- Guest star: Susanne Cramer (Victoria Sternwaite), James B. Douglas (Chris Livingston), Robert Duvall (Scorpio), Robert H. Harris (Benjamin J. Gross), Edgar Stehli (Devlin), Gerald Hiken (Willy Devlin), Fred Beir (dottor Arthur Sandley)

## To Bell T.H.E. Cat
- Prima televisiva: 25 novembre 1966
- Diretto da: Sutton Roley
- Scritto da: Bernard C. Schoenfeld

### Trama
- Guest star: Yvonne Romain (Entertainer), Roy Jenson (Moonface), Henry Darrow (Cosmo Pumbol), Shary Marshall (Andrea March), Simon Scott (Senator), John Daheim (scagnozzo)

## Curtains for Miss Winslow
- Prima televisiva: 2 dicembre 1966
- Diretto da: Herschel Daugherty
- Scritto da: Bernard C. Schoenfeld

### Trama
- Guest star: Sam Melville (Chris), Virginia Field (Felicia Winslow), Lloyd Bochner (Wallace Lancaster), Tisha Sterling (Phoebe)

## King of Limpets
- Prima televisiva: 9 dicembre 1966

### Trama
- Guest star: Charles Horvath (Guilio), Paul Micale (Luis Varga), John Dehner (El Ganso), Indus Arthur (Terese Blanchert), Rafael Campos (Felipe), Vincent Beck (Vasco), Stefan Arngrim (Victor), Larry Duran (assassino)

## The System
- Prima televisiva: 16 dicembre 1966

### Trama
- Guest star: Joseph Wiseman (Prince Nicky), Lynda Day George (Lisa Heller), Charles H. Radilak (Max Heller)

## The Canary Who Lost His Voice
- Prima televisiva: 23 dicembre 1966

### Trama
- Guest star: Theodore Marcuse (Fetlock), Pert Kelton (Mary Bloodgood), James Dunn (Joey Crato), Janine Gray (Chris Martell)

## The Ring of Anasis
- Prima televisiva: 30 dicembre 1966

### Trama
- Guest star: Marilyn Devin (Lisa Lawrence), Ronald Long (Alex Federgreen), William Daniels (Tony Webb), Michele Carey (Julie Roth), Ross Hagen (Paul Cheever), Robert Patten (tenente Arnett)

## Queen of Diamonds, Knave of Hearts
- Prima televisiva: 6 gennaio 1967

### Trama
- Guest star: Barbara Stuart (Goldie Miner), Liliane Montevecchi (contessa De Laurent), Cesar Romero (Gordon Amley), Betty Harford (Phoebe)

## A Hot Place to Die
- Prima televisiva: 13 gennaio 1967

### Trama
- Guest star: John Daheim (Hagan Henchman), Richard Anderson (Percy Hagan), Joe Maross (David Benton), Karen Steele (Crystal Pierson), William Fawcett (addetto al distributore di benzina)

## A Slight Family Trait
- Prima televisiva: 20 gennaio 1967

### Trama
- Guest star: Monte Landis (Vincent), John Lupton (Mr. Gaines), John Colicos (King Delphine), Carol Booth (Blossom), Linda Watkins (Honeycup), Iggie Wolfington (Tubby), Chris Alcaide (Bayo)

## If Once You Fail
- Prima televisiva: 27 gennaio 1967

### Trama
- Guest star: William Wintersole (Joseph Reinhoff), Robert Emhardt (uomo grasso), Pippa Scott (dottor Kathryn DeVrees / Louise Hadley), H. M. Wynant (Juan Sonorrito), Lyndon Tanner (Dying Man)

## Design for Death
- Prima televisiva: 3 febbraio 1967

### Trama
- Guest star: Kelly Ross (Doll), Jack Denton (Rake), Joanna Moore (Valerie Evans), Patricia Cutts (Claudine Peyser), Henry Darrow (Gregory Tyrole), Deanna Lund (Sandy Lawrence), Charles Horvath (scagnozzo)

## Matter Over Mind
- Prima televisiva: 10 febbraio 1967

### Trama
- Guest star: Stanley Adams (M.C.), Lewis Charles (Connie), Sally Kellerman (Maya Leandro), Robert H. Harris (Leo Seraf), Steve Franken (Carl Leandro), Gil Perkins (scagnozzo)

## The Blood-Red Night
- Prima televisiva: 17 febbraio 1967

### Trama
- Guest star: Eugene Blau (Herr Van Geller), Don 'Red' Barry (Stoddard), Cathleen Nesbitt (Amelia Ferret), Antoinette Bower (Gail Ogden), John Hoyt (Carver Parmiter), Matt Clark (Killer)

## The Ninety Percent Blues
- Prima televisiva: 24 febbraio 1967

### Trama
- Guest star: Carol Cole (Marcie Moore), Warren Stevens (Milo Andrade), Gene Boland (Timmie Taylor), Lane Bradford (scagnozzo)

## The Long Chase
- Prima televisiva: 10 marzo 1967

### Trama
- Guest star: Robert Duvall (Laurent), John Marley (tenente Lassiter), Carolyn Craig (Valerie)

## Twenty-One and Out
- Prima televisiva: 24 marzo 1967

### Trama
- Guest star: Robert Sampson (Joe), Curt Lowens (John Radek), Susan Oliver (Laurie Neal), John Marley (tenente Lassiter), Gordon Jump

## Lisa
- Prima televisiva: 31 marzo 1967

### Trama
- Guest star: Victor Buono (generale Burek), Diana Van der Vlis (Lisa Cunningham)